# NGC 1194
NGC 1194 é uma galáxia espiral (S0-a) localizada na direcção da constelação de Cetus. Possui uma declinação de -01° 06' 12" e uma ascensão recta de 3 horas, 03 minutos e 49,1 segundos.
A galáxia NGC 1194 foi descoberta em 23 de Novembro de 1883 por Édouard Jean-Marie Stephan.